# Gostava de Ser Quem Era
Gostava de Ser Quem Era é um disco de Amália Rodrigues, gravado em 1980.
Foi o seu primeiro álbum de material inédito em três anos, composto por dez fados originais com letras da própria Amália, escritas em sua casa durante a convalescença de uma doença. É o primeiro disco em que todas as letras são da sua autoria. As músicas são dos dois guitarristas.
É acompanhada pelos guitarristas Carlos Gonçalves e Fontes Rocha e por Joel Pina (Viola-Baixo) e Pedro Leal (Viola).
A pintura de capa é de Enric Ribô e a fotografia interior é de Augusto Cabrita.
A edição original incluía uma capa de abrir, "gatefold cover", com livreto de oito páginas ilustradas e as letras e ainda duas páginas em papel manteiga com uma poesia de Alexandre O’Neill dedicada à cantora.
"Amália Gostava De Ser Quem Era" foi recentemente, inaugurada em Junho de 2014, o nome de uma exposição evocativa de Amália Rodrigues concebida pelo Atelier Henrique Cayatte, onde através de uma apresentação interactiva se recordava a vida e a obra da fadista.

## Faixas
- A1 Lavava No Rio Lavava
- A2 Teus Olhos São Duas Fontes
- A3 Fui Ao Mar Buscar Sardinhas
- A4 Gostava De Ser Quem Era
- A5 Ó Pinheiro Meu Irmão

- B1 Tive Um Coração Perdi-o
- B2 Se Deixas De Ser Quem És
- B3 Trago Fados Nos Sentidos
- B4 Quando Se Gosta De Alguém
- B5 Contigo Fica O Engano

## Posições
| Paradas (1980) | Posições |
| -------------- | -------- |
| Portugal - AFP | 1        |
| França - SNEP  | 22       |

| País / Certificadora | Certificação | Vendas  |
| -------------------- | ------------ | ------- |
| Portugal AFP         | 4× Platina   | 200.000 |
| França SNEP          | Ouro         | 100.000 |
| Bélgica BEA          | Ouro         | 20.000  |
| Brasil ABPD          | Ouro         | 100.000 |
| Chile IFPI           | Ouro         | 5.000   |
| Argentina BPI        | Ouro         | 20.000  |